# 'Ain Ghazal
 'Ain Ghazal is een neolithische vindplaats in het noordoosten van Jordanië net buiten Amman. Deze is gegrondvest ca. 7300 v.Chr. Dankzij veel water in de buurt (De Zarqarivier en de bron van 'Ain Ghazal) bleef de nederzetting meer dan 2000 jaar bewoond tot 5000 v.Chr. of nog langer. De mensen pasten zich aan de veranderende omstandigheden in de omgeving aan. De meeste van deze veranderingen waren door henzelf veroorzaakt, zonder dat ze dit wisten.
Met haar vijftien hectaren is 'Ain Ghazal een van de grootste prehistorische nederzettingen in het Nabije Oosten, voor zover bekend.

## Periodes
1. Midden-Prekeramisch Neolithicum B (of midden-PPNB), 7250 - 6500 v. Chr.
2. Laat-Prekeramisch Neolithicum B (of laat-PPNB), 6500 - 6000 v. Chr.
3. Prekeramisch Neolithicum C (of PPNC), 6000 - 5500 v. Chr.
4. Keramisch Neolithicum (of PN), 5500 - 5000 v. Chr.

## Ontdekking
'Ain Ghazal werd in 1974 ontdekt toen men een belangrijke snelweg door het gebied aan het aanleggen was. De archeologische opgraving begon pas in 1982. De weg liep inmiddels echter al 600 meter door de vindplaats heen. Ondanks de toegebrachte schade had dit ook een positief effect. De gleuven die door de bulldozers gegraven waren, legden duidelijk de geschiedenis van 'Ain Ghazal bloot. De overblijfselen van 'Ain Ghazal leverden een schat aan informatie op. Een tweede reeks van opgravingen vond plaats in de jaren 1990 onder de leiding van Gary O. Rollefson.

## De nederzetting
'Ain Ghazal begon (rond 7300 v.Chr.) als een typisch Prekeramisch Neolithicum B (of PPNB ) dorp van bescheiden grootte. Het werd gesticht op de terrasvormige helling van een vallei. Nadat de nederzetting 600 - 700 jaar bestond, woonden er 600 - 750 mensen.
Als vroege landbouw-gemeenschap, cultiveerden de mensen van 'Ain Ghazal granen (gerst en oude tarwe-soorten), peulvruchten (erwten, bonen en linzen) en kikkererwten in de velden boven het dorp. Ook hoedden zij gedomesticeerde geiten. Maar zij joegen ook nog op wild: herten, gazelles, varkens, en kleinere zoogdieren zoals vossen en hazen.
Tussen het midden en het late PPNB (ca. 6500 v.Chr.) waren er in de Levant problemen. Mensen verlieten hun dorpen in Israël en de Jordaanse vallei en zochten hun toevlucht elders: in de hoogvlakte van Jordanië en deels ook in 'Ain Ghazal. Er vond hier een bevolkingsexplosie plaats. Rond 6000 v.Chr. woonden er 2500 mensen. De sociale en economische organisatie veranderde. 'Ain Ghazal was geen klein dorpje meer.
Er kwamen echter snel problemen. Het land rond 'Ain Ghazal raakte tijdens het late PPNB uitgeput door het eeuwenlange gebruik. Al in het late PPNB (ca. 6500 v.Chr.) liep de diversiteit in de dierenwereld sterk terug. Jacht was bijna niet meer mogelijk. Tijdens het PPNC compenseerden de mensen dit door meer aan veeteelt te doen. Schapen, geiten, varkens en later zelfs de (lang nog wild gebleven) oerossen. Van de laatste zijn veel klei-beeldjes gevonden.
In het PPNC (ca. 5800 v.Chr.) daalde het bevolkingsaantal scherp tot misschien wel minder dan 500 (Köhler-Rollefson 1992). Tijdens het PN stortten de landbouw en veeteelt in. De laatste vondsten zijn die van de herders van schapen en geiten, die hier alleen maar in sommige seizoenen hun ronde tenten opsloegen vanwege het water van de rivier en de bron.
Op dit moment (ca. 2000 n.Chr.) is de omgeving troosteloos. Er is slechts nieuwbouw of onkruid. In het droge seizoen zijn er stofhozen. Hier heeft zich een milieuramp voltrokken die al begon ca. 7000 v.Chr. en wel juist op het hoogtepunt van de nederzetting. 90 eeuwen van overbegrazing en erosie door wind en regen hebben een steppe veroorzaakt.

## Sociale gelaagdheid
Uit verschillende bronnen van informatie blijkt dat er in 'Ain Ghazal vanaf het begin sprake was van een sociale gelaagdheid.
- Er zijn uit het midden- en laat- PPNB hopen steenschilfers gevonden die doen concluderen dat sommigen gespecialiseerd waren in het vervaardigen van stenen werktuigen.
- Uit dezelfde periode zijn dierlijke resten gevonden die doen concluderen dat sommigen gespecialiseerd waren in het vervaardigen van bont.
- Ook zijn er aanwijzingen die doen vermoeden dat sommigen zich gingen specialiseren in ceremoniële en rituele activiteiten. Het verschijnsel sjamaan ontstond, mogelijk zelfs priesters.
- In het PPNC bleven sommigen boer terwijl anderen herder van kuddes geiten en schapen werden. In het PN was deze scheiding compleet. Niet veel later zou het boerenbedrijf volledig instorten.

## Huizen

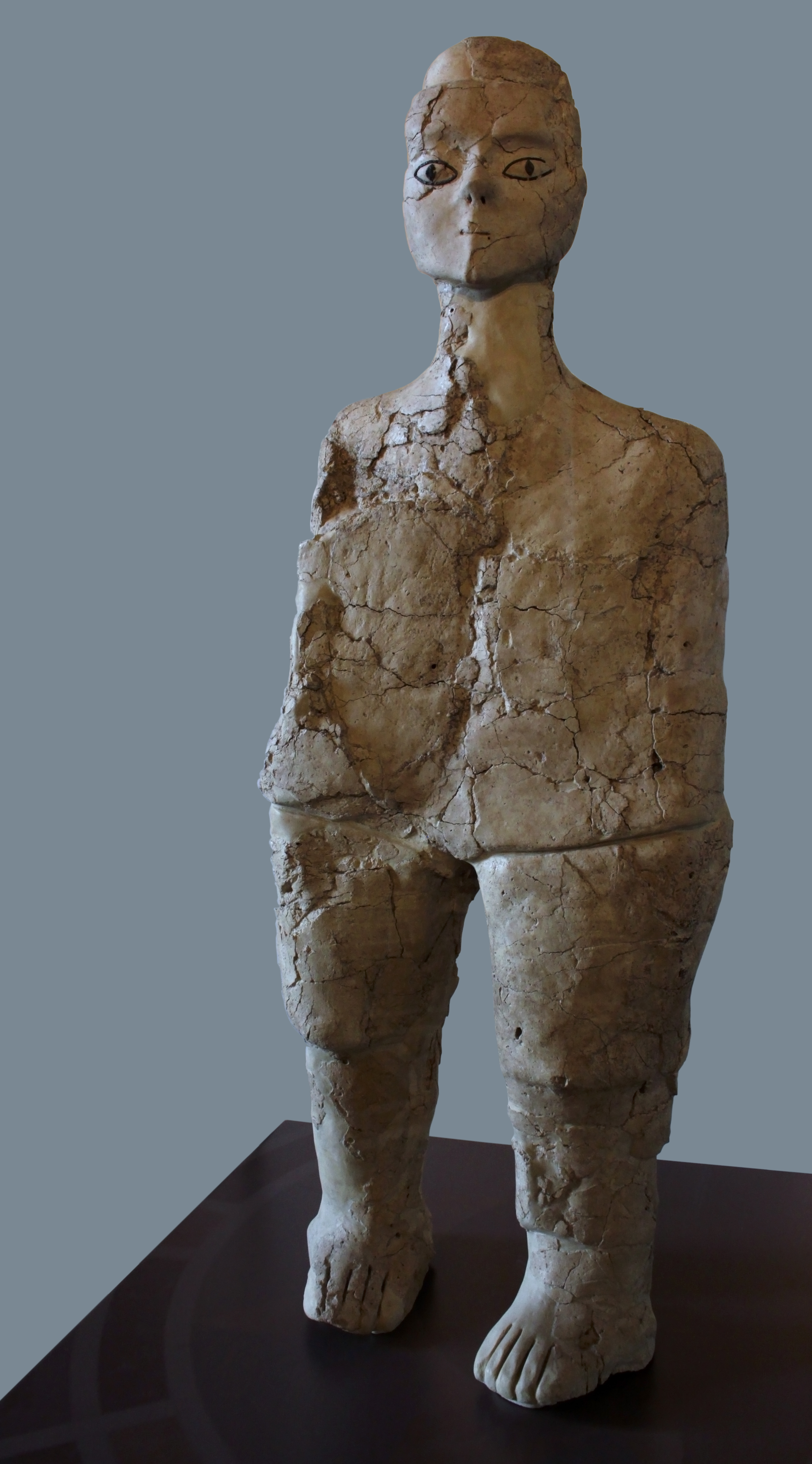
'Ain Ghazal, Jordanië, 7e millennium v. Chr. Louvre, Parijs.

In het begin van zijn bestaan was 'Ain Ghazal compact gebouwd. Men bouwde op de westelijk oever van de Zarqa rechthoekige huizen van lemen stenen. De muren werden aan de buitenkant besmeerd met leem en van binnen bedekt met kalk-pleister dat elke paar jaren vernieuwd werd. De huizen stonden in clusters zo dicht bij elkaar, dat je er nauwelijks tussendoor kon lopen. Ze waren klein (ca. 35 – 50 m2), aanvankelijk met maar een kamer. Later kwamen er binnenmuren zodat er een vierkante hoofdkamer en een kleinere voorkamer werden gevormd. Mogelijk gebeurde dit ter vergroting van de privacy, maar meer waarschijnlijk omdat de zeer lange boomstammen nodig om de lengte van het huis in een keer te overspannen (om het dak te dragen), in de buurt niet meer te vinden waren. Men kon door een tussenmuur met veel kortere stammen toe.
Men denkt, dat de kleine huizen bewoond werden door zogenaamde kernfamilies (ouders en ca. 3 - 4 ongetrouwde kinderen). De clusters van huizen werden bewoond door verwanten, die elkaar in tijden van nood hielpen.
Toen rond 6500 v.Chr. de grote toeloop begon, verrees een nieuwe wijk op de oostelijke oever van de Zarqa. Hoe en waarom eea. in zijn werk ging, is moeilijk uit te zoeken, aangezien er op die plek nu een spoorlijn en een waterzuiveringsinstallatie zijn aangelegd.
Toen de zaken in het late PPNB zoveel slechter gingen, veranderde blijkbaar de omgang tussen de mensen binnen en buiten de nederzetting dramatisch. De meeste informatie daaromtrent is te halen uit de soort huizen die men bouwde, de begrafenisrituelen en de zorg die de inwoners ontvingen na hun dood. Deels kwamen er veel grotere huizen, vaak met 2 verdiepingen. Men denkt dat nu ook aangetrouwde familie in ging wonen. In het PPNC kwamen er ook weer zeer kleine (15 m2) eenkamerhuisjes voor kernfamilies met een ommuurde hof. Deze huisjes stonden ver van elkaar af (ca. 15 m.). Ook kwam er in het PPNC een nieuw type huis, gedeeltelijk ondergronds, dat maar in sommige seizoenen bewoond werd. In de andere seizoenen waren de bewoners in de steppe om schapen en geiten te hoeden. In het PN was deze scheiding tussen de bewoners (permanent of deeltijds) voltrokken.

## Dodenverering
Hieruit blijkt duidelijk dat er 3 soorten mensen waren in 'Ain Ghazal.
1. Speciale mensen. Zij werden begraven onder de vloeren van de huizen. Hun hoofden werden van de romp gescheiden en in een aparte, ondiepe put elders onder de vloer begraven. Het ging om hooguit 20% van de bewoners dus is aan te nemen dat deze mensen een bijzondere status hadden. Het waren zowel mannen als vrouwen van elke leeftijd. De selectiecriteria voor deze behandeling zijn onbekend.
2. Van wat er met de meeste andere mensen gebeurde, weten we domweg niets. Mogelijk werden ze buiten de nederzetting begraven maar er zijn na 100 jaar opgravingen nog nooit begraafplaatsen van PPNB nederzettingen gevonden die buiten de nederzetting lagen.
3. Ook zijn veel menselijke overblijfselen gevonden in wat afvalputten lijken, samen met huis-afval. Deze doden moesten elke vorm van ceremonieel of respect ontberen. Het lijkt erop dat zij gewoon bij het vuilnis werden gedumpt. De schedel zat altijd aan de romp vast. Deze behandeling was waarschijnlijk een afspiegeling van hun lage status tijdens hun leven.

Praktijken als schedel-verwijdering en begraven onder de vloer zijn op het einde van het PPNB opgegeven. Tijdens het PPNC gebeurde dit zeker niet meer. We weten niets over de begrafenissen tijdens het PN. Waarschijnlijk werden er toen geen doden meer in de nederzettingen begraven.

## Standbeelden
Een van de meest opmerkelijke archeologische vondsten tijdens de eerste serie van opgravingen kwam in 1983 aan het licht. Tijdens het onderzoeken van een dwars-sectie in de geul die door een bulldozer was gegraven, stuitten de archeologen op de rand van een grote put (2,5 meter onder de oppervlakte) waarin gipsen standbeelden stonden.
'Ain Ghazal is vermaard om deze standbeelden die begraven lagen in twee putten in de buurt van sommige speciale gebouwen die een rituele functie gehad lijken te hebben. Deze standbeelden zijn menselijke figuren op halve grootte, gemodelleerd in witte gips rond een kern van gebundelde twijgen en stro. De figuren hebben geverfde kleren, haren en in sommige gevallen hebben ze ornamentele tatoeëringen of zijn beschilderd. De ogen zijn gemaakt van schelpen uit de dode zee met een pupil van bitumen De oogschaduw is gemaakt van het groene pigment dioptaas.
Er zijn 32 van deze gipsfiguren gevonden in twee bewaarplaatsen, vijftien ervan waren volledige figuren, vijftien waren borstbeelden, en twee waren stukken van een hoofd. Drie van de borstbeelden hadden twee hoofden. De betekenis hiervan is nog niet duidelijk. Alle gipsfiguren zijn gevonden naast een plaats/gebouw dat een rituele functie gehad lijkt te hebben. De standbeelden stonden binnenin de huizen en hadden vrijwel zeker een rituele functie en stelden goden of voorouders voor.
Een groot deel van  de vondsten is te zien in het Archeologisch Museum in Amman. Een beeld is te zien in het Louvre in Parijs. Het Louvre Abu Dhabi toont een exemplaar met twee hoofden.

## Gebouwen met een rituele functie
Uit het midden PPNB lijken alle gevonden gebouwen voor bewoning bedoeld. Uit het late PPNB lijken 4 gebouwen een rituele functie gehad te hebben. Uit het PPNC zijn dergelijke gebouwen niet gevonden, en uit het PN slechts 1.

### LPPNB
- 2 Kleine, ronde heiligdommen zijn opgegraven, waarschijnlijk gebruikt door een sjamaan of priester. Ze zijn voorzien van een rechtopstaande steen.[3]
- Een tempel is gevonden, met een vloeroppervlak van 20 m2, met een aarden vloer, hoog op de helling gelegen, voorzien van 3 rechtopstaande stenen, een altaar en een roodgeschilderde haardstede. Deze tempel is waarschijnlijk gebruikt door de hele gemeenschap.
- een tempel, rechthoekig, 36 m2 met een vloer van klei, bestaande uit 2 kamers, voorzien van een altaar, 2 paar rechtopstaande stenen en een vuurplaats.

### PN
De woonhuizen uit deze periode zijn rond of rechthoekig. Slechts een enkel gebouw suggereert (door de vondsten van heel fijn aardewerk) een publiek gebruik. Het zou echter ook een ontmoetingsplaats in plaats van een ritueel gebouw kunnen zijn geweest.

### Vergelijking met andere vindplaatsen
Het aantal vindplaatsen dat gebouwen heeft opgeleverd die mogelijk voor rituelen werden gebruikt, is relatief klein: Nevali Cori, Göbekli Tepe, Çayönü en Çatal Hüyük.
In de zuidelijke Levant kunnen behalve 'Ain Ghazal slechts 2 vindplaatsen aanspraak maken op gebouwen die voor publiek of ritueel gebruik bestemd zouden kunnen zijn geweest: Jericho en Beidha.